# Diocese de Mondonhedo-Ferrol
A Diocese de Mondonhedo-Ferrol (em latim: Dioecesis Mindoniensis-Ferrolensis) é uma diocese da Igreja Católica da Espanha, sediada nas cidades de Mondonhedo e Ferrol, ambas na província de Lugo, comunidade autónoma de Galiza. Faz parte da Arquidiocese de Santiago de Compostela. Foi fundada em 572 como Britónia e teve várias denominações ao longo do tempo, chegando ao nome de Mondonhedo-Ferrol em 1959. Em 2022 contava com uma população católica de 256 980 fiéis, sendo 99,2% da população total, e tinha 104 paróquias.

## História
- 866: Estabelecida como Diocese de São Martinho de Mondonhedo através dos territórios da Diocese de Oviedo e da Arquidiocese de Lugo.
- Renomeada em 1114 como Diocese de São Martinho de Mondonhedo–Dume, tendo ganho território da suprimida Diocese de Dume (em Portugal).
- Renomeada em 1219 como Diocese de Mondonhedo tendo perdido território para Arquidiocese de Braga (em Portugal).
- Em 17 de outubro de 1954 ganhou território da Diocese de Oviedo, perdeu território para a Arquidiocese de Santiago de Compostela e trocou território com a Diocese de Lugo.
- Renomeada em 9 de março de 1959 como Diocese de Mondonhedo–Ferrol.

Algumas autoridades procuraram fixar a data de fundação desta diocese (sob o seu primitivo nome de Britónia) antes da segunda metade do século VI, mas a data posterior parece mais provável quando consideramos que, no Segundo Concílio de Braga (572), Mailoc, Bispo da Britónia, foi o mais baixo classificado devido à origem mais recente da sua sé. Parece ter sido fundada pelo rei suevo Teodomir, convertido ao catolicismo por São Martinho de Dume, e ter incluído na sua jurisdição as igrejas dos britónicos (território coincidente com o de Mondonhedo) e algumas das Astúrias. 
No início foi sufragânea de Lugo, até que os visigodos colocaram Lugo sob a jurisdição de Braga. Depois de Mailoc, por muito tempo não se encontra menção aos bispos da Britônia, sem dúvida porque a grande distância de Toledo inviabilizava sua assistência nos concílios. 
Em 633, Metópio, Bispo da Britônia, assistiu no Quarto Concílio de Toledo, presidido por Santo Isidoro de Sevilha. Sonna, seu sucessor, foi um dos bispos que assinaram o Sétimo Concílio de Toledo (646) e enviaram um representante ao Oitavo Concílio de Toledo (16 de dezembro de 653). Quando a Britónia foi invadida e destruída pelos sarracenos, o bispo e os padres refugiaram-se nas Astúrias. Em 899, durante o reinado de Afonso III das Astúrias, Teodésimo, Bispo da Britónia, ajudou com outros prelados na consagração da igreja de Santiago de Compostela. Note-se ainda que, na repartição das freguesias, a igreja de São Pedro de Nova foi designada como residência dos bispos da Britónia e de Ourense, quando estes viessem assistir aos concílios de Oviedo. Naquela época, porém, a Sé da Britônia já havia sido transferida para a cidade de Mondumetum, ou Mondonhedo, e para a igreja de São Martinho de Dume. Desde então, a diocese tem sido mais conhecida por este nome, embora a residência episcopal tenha mudado novamente. Depois da época de São Martinho foi transferido para Villamayor de Brea, de onde derivou o nome de Villabriensis, e depois para Ribadeo, mas mesmo assim era conhecido como Mindoniense, como atesta um documento do ano de 1199. 
No início, seu padroeiro era São Martinho de Tours, mas posteriormente São Martinho de Dume foi eleito padroeiro. Teve como sede a Basílica de São Martinho de Mondonhedo.

## Lista de bispos
A seguir uma lista de bispos desde 572 quando se chamava Britónia. Há pouca informação da relação de bispos nessa época, os bispos que se tem relatos são designados a seguir.
|                             | Nome                                          | Período                     | Notas                                       |
| Bispos de Mondonhedo-Ferrol | Bispos de Mondonhedo-Ferrol                   | Bispos de Mondonhedo-Ferrol | Bispos de Mondonhedo-Ferrol                 |
| --------------------------- | --------------------------------------------- | --------------------------- | ------------------------------------------- |
| 6.º                         | Fernando García Cadiñanos                     | 2021 - atual                |                                             |
| 5.º                         | Luis Ángel de las Heras Berzal                | 2016 - 2020                 | Nomeado bispo de Leão                       |
| 4.º                         | Manuel Sánchez Monge                          | 2005 - 2015                 | Nomeado bispo de Santander                  |
| 3.º                         | José Gea Escolano                             | 1987 - 2005                 |                                             |
| 2.º                         | Miguel Angel Araújo Iglesias                  | 1970 - 1985                 |                                             |
| 1.º                         | Jacinto Argaya Goicoechea                     | 1957 - 1968                 | Nomeado bispo de São Sebastião              |
| Bispos de Mondonhedo        |                                               |                             |                                             |
| 71.º                        | Mariano Vega Mestre                           | 1950 - 1957                 | Faleceu no cargo                            |
| 70.º                        | Fernando Quiroga y Palacios                   | 1945 - 1949                 | Nomeado arcebispo de Santiago de Compostela |
| 69.º                        | Benjamín de Arriba y Castro                   | 1935 - 1944                 | Nomeado bispo de Oviedo                     |
| 68.º                        | Juan José Solís y Fernández                   | 1905 - 1931                 | Faleceu no cargo                            |
| 67.º                        | Manuel Fernández de Castro y Menéndez         | 1889 - 1905                 | Faleceu no cargo                            |
| 66.º                        | José María Cos y Macho                        | 1886 - 1889                 | Nomeado arcebispo de Santiago de Cuba       |
| 65.º                        | José Manuel Palacios y López                  | 1877 - 1885                 | Faleceu no cargo                            |
| 64.º                        | Francisco de Sales Crespo y Bautista          | 1875 - 1877                 | Faleceu no cargo                            |
| 63.º                        | Ponciano Arciniega                            | 1857 - 1868                 | Faleceu no cargo                            |
| 62.º                        | Telmo Maceira                                 | 1852 - 1855                 | Nomeado bispo de Tui                        |
| 61.º                        | Tomás Iglesias Bárcones                       | 1850 - 1851                 | Patriarca das Índias Ocidentais             |
| 60.º                        | Francisco López Borricón                      | 1827 - 1839                 | Faleceu no cargo                            |
| 59.º                        | Bartolomé Cienfuegos                          | 1816 - 1827                 | Faleceu no cargo                            |
| 58.º                        | Andrés Aguiar Caamaño                         | 1797 - 1815                 | Faleceu no cargo                            |
| 57.º                        | Francisco Cuadrillero Mota                    | 1780 - 1797                 | Faleceu no cargo                            |
| 56.º                        | José Francisco Losada Quiroga                 | 1761 - 1779                 | Faleceu no cargo                            |
| 55.º                        | Carlos Antônio Riomol Quiroga                 | 1752 - 1761                 | Faleceu no cargo                            |
| 54.º                        | Juan Manuel de Escobar y de la Carrera        | 1752 - 1752                 | Faleceu no cargo                            |
| 53.º                        | Antônio Alejandro Sarmiento Sotomayor, O.S.B. | 1728 - 1751                 | Faleceu no cargo                            |
| 52.º                        | Juan Antônio Muñoz Salcedo, O.S.H.            | 1705 - 1728                 | Faleceu no cargo                            |
| 51.º                        | Manuel Francisco Navarrete                    | 1699 - 1705                 | Nomeado arcebispo de Burgos                 |
| 50.º                        | Miguel Quijada, O.Cist.                       | 1690 - 1698                 | Faleceu no cargo                            |
| 49.º                        | Gabriel Ramírez de Arellano, O.P.             | 1682 - 1689                 | Faleceu no cargo                            |
| 48.º                        | Sebastián de Arévalo y Torres, O.F.M.         | 1672 - 1682                 | Nomeado bispo de Osma                       |
| 47.º                        | Luis Tello de Olivares                        | 1668 - 1671                 | Faleceu no cargo                            |
| 46.º                        | Dionisio Pérez Escobosa                       | 1663 - 1668                 | Nomeado bispo de Samora                     |
| 45.º                        | Francisco Torres Grijalba, O.S.A.             | 1648 - 1672                 | Faleceu no cargo                            |
| 44.º                        | Juan Juániz de Echalar                        | 1645 - 1647                 | Nomeado bispo de Calahorra e La Calzada     |
| 43.º                        | Gonzalo Sánchez de Somoza Quiroga             | 1638 - 1644                 | Faleceu no cargo                            |
| 42.º                        | Antonio Valdés Herrera                        | 1633 - 1636                 | Nomeado bispo de Oviedo                     |
| 41.º                        | Francisco Villafañe                           | 1631 - 1633                 | Nomeado bispo de Osma                       |
| 40.º                        | Rafael Díaz de Cabrera, O.S.T.                | 1618 - 1630                 | Faleceu no cargo                            |
| 39.º                        | Pedro Fernández Zorrilla                      | 1616 - 1618                 | Nomeado bispo de Badajoz                    |
| 38.º                        | Alfonso Mesía de Tovar                        | 1612 - 1616                 | Nomeado bispo de Astorga                    |
| 37.º                        | Diego González Samaniego                      | 1599- 1611                  | Faleceu no cargo                            |
| 36.º                        | Gonzalo Gutiérrez Montilla                    | 1593 - 1598                 | Nomeado bispo de Oviedo                     |
| 35.º                        | Isidoro Caja de la Jara                       | 1582 - 1593                 | Faleceu no cargo                            |
| 34.º                        | Juan de Liermo Hermosa                        | 1574 - 1582                 | Nomeado bispo de Santiago de Compostela     |
| 33.º                        | Antônio Luján Luján, O.F.M.                   | 1570 - 1570                 | Faleceu no cargo                            |
| 32.º                        | Gonzalo de Solórzano                          | 1567 - 1570                 | Nomeado bispo de Oviedo                     |
| 31.º                        | Pedro Maldonado, O.F.M.                       | 1559 - 1566                 | Faleceu no cargo                            |
| 30.º                        | Francisco de Santa María Velasco, O.S.H.      | 1550 - 1558                 | Faleceu no cargo                            |
| 29.º                        | Diego Soto Valera                             | 1545 - 1549                 | Faleceu no cargo                            |
| 28.º                        | Antônio Guevara Noroña, O.F.M.                | 1537 - 1545                 | Faleceu no cargo                            |
| 27.º                        | Pedro Pacheco de Villena                      | 1532 - 1537                 | Nomeado bispo de Ciudad Rodrigo             |
| 26.º                        | Jerónimo Suárez Maldonado                     | 1525 - 1532                 | Nomeado bispo de Badajoz                    |
| 25.º                        | Juan Loaysa                                   | 1524 - 1525                 | Faleceu no cargo                            |
| 24.º                        | Diego Pérez Villamuriel                       | 1512 - 1520                 | Faleceu no cargo                            |
| 23.º                        | Diego de Muros                                | 1505 - 1512                 | Nomeado bispo de Oviedo                     |
| 22.º                        | Pedro de Munébrega                            | 1498 - 1504                 |                                             |
| 21.º                        | Alonso Suárez de la Fuente del Sauce          | 1493 - 1495                 | Nomeado bispo de Lugo                       |
| 20.º                        | Fadrique de Guzmán                            | 1462 - 1492                 |                                             |
| 19.º                        | Alfonso Vázquez de Acuña                      | 1455 - 1457                 | Nomeado bispo de Jáén                       |
| 18.º                        | Afonso de Segura                              | 1449 - 1455                 |                                             |
| 17.º                        | Pedro Arias Vaamonde                          | 1446 - 1448                 |                                             |
| 16.º                        | Pedro Henriquez                               | 1426 - 1445                 |                                             |
| 15.º                        | Gil Rodríguez de Muros                        | 1429 - 1432                 |                                             |
| 14.º                        | Gil Soutelo                                   | 1415 - 1426                 |                                             |
| 13.º                        | Álvaro de Isorna                              | 1400 - 1415                 |                                             |
| 12.º                        | Lope de Mendoza                               | 1393 - 1399                 |                                             |
| 11.º                        | Francisco I                                   | 1367 - 1393                 |                                             |
| 10.º                        | Afonso Sánchez                                | 1347 - 1366                 |                                             |
| 9.º                         | Vasco                                         | 1343 - 1346                 |                                             |
| 8.º                         | Álvaro Pérez de Biezma                        | 1326 - 1343                 |                                             |
| 7.º                         | João III                                      | 1327 - 1329                 |                                             |
| 6.º                         | Gonzalo Osório                                | 1319 - 1326                 |                                             |
| 5.º                         | Rodrigo Vázquez                               | 1298 - 1318                 |                                             |
| 4.º                         | Álvaro Gómez                                  | 1286 - 1297                 |                                             |
| 3.º                         | Nuño II Pérez                                 | 1261 - 1286                 |                                             |
| 2.º                         | João II de Sebastiáns                         | 1248 - 1261                 |                                             |
| 1.º                         | Martin Duniense                               | 1219 - 1248                 |                                             |
| Bispos de Riba d'Eu         |                                               |                             |                                             |
| 1.º                         | Pelayo de Cebeyra                             | 1199 - 1218                 |                                             |
| Bispos de Vilamaior         |                                               |                             |                                             |
| 4.º                         | Rabinato                                      | 1177 - 1199                 |                                             |
| 3.º                         | João Pérez                                    | 1170 - 1173                 |                                             |
| 2.º                         | Pedro I                                       | 1155 - 1167                 |                                             |
| 1.º                         | Pelaio I                                      | 1136 - 1154                 |                                             |
| Bispos de San Martinho      |                                               |                             |                                             |
| 18.º                        | Nuño Afonso                                   | 1112 - 1136                 |                                             |
| 17.º                        | São Gonçalo                                   | 1071 - 1112                 |                                             |
| 16.º                        | Suário II                                     | 1058 - 1071                 |                                             |
| 15.º                        | Albito                                        | 1040 - ?                    |                                             |
| 14.º                        | Adulfo                                        | ¿ - ?                       |                                             |
| 13.º                        | Nuño I                                        | 1025 - 1027                 |                                             |
| 12.º                        | Suário I                                      | 1015 - 1022                 |                                             |
| 11.º                        | Armentário                                    | 984 - 1011                  |                                             |
| 10.º                        | Árias II Peláez                               | 977 - 984                   |                                             |
| 9.º                         | Teodomiro                                     | 972 - 977                   |                                             |
| 8.º                         | Rodrigo                                       | 965 - 972                   |                                             |
| 7.º                         | Arias I Núnez                                 | 959 - 962                   | Novamente bispo                             |
| 6.º                         | Rudesindo II                                  | 955 - 958                   | Novamente bispo                             |
| 5.º                         | Árias I Núnez                                 | 950 - 955                   |                                             |
| 4.º                         | Rudesindo II                                  | 925 - 950                   |                                             |
| 3.º                         | Savárico II                                   | 907 - 924                   |                                             |
| 2.º                         | Rudesindo I                                   | 877 - 907                   |                                             |
| 1.º                         | Savárico I                                    | 866 - 877                   |                                             |
| Bispos de Britónia          |                                               |                             |                                             |
| 5.º                         | Bela                                          | 657                         | Terceiro Concílio de Braga                  |
| 4.º                         | Susa                                          | 653                         | Oitavo Concílio de Toledo                   |
| 3.º                         | Sonna                                         | 646                         | Sétimo Concílio de Toledo                   |
| 2.º                         | Metópio                                       | 633                         | Quarto Concílio de Toledo                   |
| 1.º                         | Mailoc                                        | 572                         | Segundo Concílio de Braga                   |